# Styx (Kantxeli)
Styx, per a viola, cor mixt i orquestra, va ser composta per Guia Kantxeli el 1999. Es va estrenar el 7 de novembre de 1999 a Amsterdam, interpretada per Iuri Baixmet (viola), el Groot Omroepkoor i la Radio Filharmonisch Orkest Hilversum, dirigits per Tõnu Kaljuste. La va dedicar a Iuri Baixmet i va ser un encàrrec de l’Eduard van Beinum Stichting de Hilversum. El 10 de juny de 2007, a Berlín, es va estrenar la versió per a violí, en aquest cas amb Gidon Kremer (violí), el Rundfunkchor Berlin i la Deutsches Symphonie-Orchester Berlin, dirigits per Eri Klas. Té una durada d'uns 34 minuts.

## Origen i context
El llibret, creat pel compositor en col·laboració amb el director Robert Sturua i la seva esposa Dudana Kveselava, es va concebre únicament amb criteris sonors, prioritzant el valor fònic i la musicalitat de les paraules.
En escriure Styx, Kantxeli imaginava un so de viola molt específic: el de Iuri Baixmet. Va aconseguir que fos ell qui estrenés el concert l’any 1999, i li dedicà l’obra en reconeixement. L’obra, concebuda com una mena de rèquiem, està marcada per la mort dels seus amics Avet Terterian i Alfred Schnittke i pren el nom del riu mitològic grec que separa el món dels vius i dels morts.

## Música
Malgrat el caràcter de rèquiem, Styx no en segueix la forma tradicional: no hi ha moviments separats ni text litúrgic. En lloc d’això, Kantxeli construeix un text en georgià basat en fragments fonètics de cançons populars, noms de llocs religiosos i persones estimades, que evoquen idees de record, espiritualitat i immortalitat.
Aquests fragments es distribueixen al llarg de tota l’obra, amb l’excepció del nom d’Alfred Schnittke, que apareix com un episodi aïllat. Això dona lloc a tres plans dramàtics: un simbòlic i atemporal (pregàries i versos de Shakespeare), un interior, que representa el temps de l’experiència (amb blocs de noms i termes familiars, així com frases d’altres autors que estableixen un diàleg entre artistes de diferents èpoques), i un tercer, relacionat amb el món exterior, que inclou expressions sobre forces naturals i topònims. Els noms de monestirs i esglésies funcionen com a elements que uneixen aquests diferents plans.
Aquesta concepció temàtica es materialitza en una música d’enorme força contrastant, alternant passatges d’un pianissimo quasi inaudible amb esclats sonors d’un fortissimo aclaparador. La viola, protagonista absoluta però lluny del virtuosisme habitual, actua com a narradora emocional, articulant l’obra i connectant el cor i l’orquestra. Explora gairebé tot el seu registre, amb una especial intensitat expressiva en els sons més greus. El cor mixt i l’orquestra envolten la solista en un univers sonor singular i profund.